# Gotinok
A gotinok vagy kotinok (latinul Gotini vagy Cotini) ókori kelta nép volt, amely a kvádok és a markomannok szomszédságában lakott, a Kárpát-medence északi vidékén. Egyes kutatók szerint lakóhelyük a későbbi Bars, Zólyom, Hont és Nógrád megyék területén volt. 
Tacitus is ír a gotinokról. Leírása szerint gall nyelvet beszéltek. Vasbányáikról is megemlékezik. Elképzelhető, hogy e bányák vetették meg az alapját a középkori észak-magyarországi vasbányászatnak.